# Полія бульбочконосна
Полія бульбочконосна (Pohlia bulbifera) — вид мохів порядку головмохальних (Bryales).

## Поширення
Батьківщиною є Європа, Макаронезія, Північна Америка, Азія.
Населяє кислий, гравійний або піщаний пошкоджений ґрунт, узбіччя, береги струмків, торф'яний ґрунт; від низьких до високих висот.

## Характеристика
Рослини дрібні та середні, зелені, глянцеві. Стебла 0.3–3 см. Листки ± прямовисні, ланцетні, 0.9–1.4 мм; краї зубчасті; пазушні геми 2–6, сфероїдні чи обернено-яйцеподібні, жовті, помаранчеві чи зелені. Вид дводомний. Коробочкові ніжки оранжево-коричневі. Коробочка нахилена під кутом 95–180°, від коричневої до солом'яної, грушоподібна. Спори 16–21 мкм, дрібно шорсткі.